# Ocean (tren)

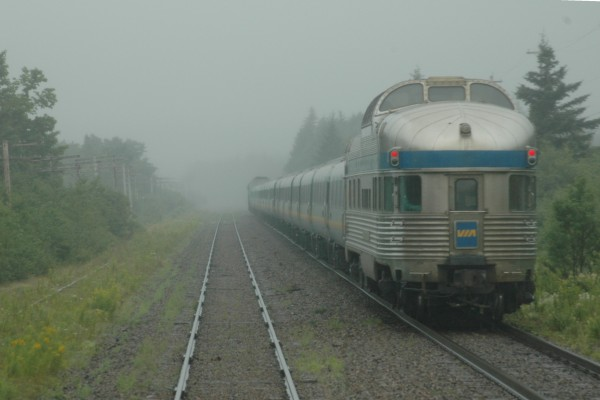
El Ocean camino de Truro, en 2005

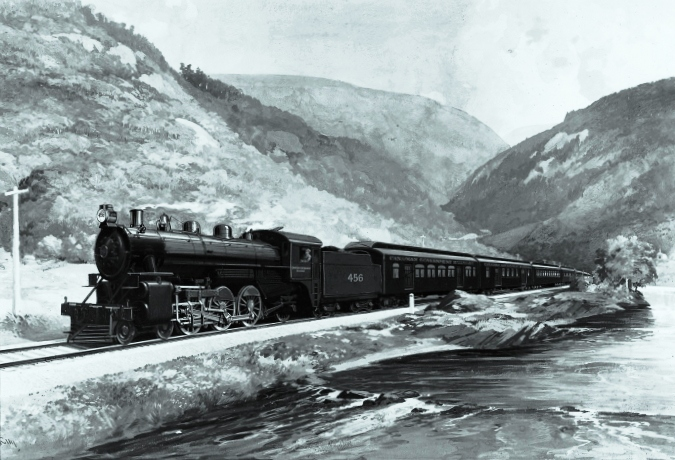
El Ocean Limited en 1915

El Ocean es el nombre que recibe un tren de pasajeros operado por la compañía  Via Rail en Canadá. Une las ciudades de Montreal, Quebec y Halifax en Nueva Escocia. Este tren lleva en circulación desde julio de 1904 lo que le convierte en el tren con nombre más antiguo en circulación en Norteamérica.

## Historia
El viaje inaugural del tren tuvo lugar el 3 de julio de 1904 con el nombre de Ocean Limited. Inicialmente fue gestionado por la Compañía de los ferrocarriles intercoloniales de Canadá (Chemin de fer Intercolonial du Canada). En 1918 pasó a depender de la Canadian National Railway bajo la denominación de Ocean. En 1978 el gobierno de Canadá decidió crear la compañía Via Rail para que esta absorbiera todos los servicios de pasajeros operados por la Canadian National Railway.

## Recorrido
El tren tarda habitualmente unas 20 horas en cubrir el trayecto. Sale de Montreal de noche para llegar a Halifax el día siguiente durante la tarde. En sentido contrario sale de Halifax por la tarde para llegar a Montreal, el día siguiente por la mañana. 
La ruta tomada por El Océano pasa por una porción muy pintoresca del este de Canadá que incluye la Isla de Montreal y la línea de horizontre de la ciudad y sus suburbios, el valle del Río San Lorenzo, el valle de Río Matapedia, la orilla sur de la Bahía Chaleur y los bosques del este de Nuevo Brunswick, el pantano de Tantramar, las Sierras de Cobequid, el Valle Wentworth, la orilla del Bahía de Cobequid y el interior de Nueva Escocia.